# リポット
リポット株式会社は、日本の企業である。猫カフェ「MOCHA」（モカ）や撮影スタジオ「Fresh!Studio」（フレッシュスタジオ）、コスプレスタジオ「Booty」（ブーティー）の運営などを主な事業としている。
2004年に岩崎康二によって設立された株式会社ケイアイコーポレーションを前身とし、2019年2月1日にリポット株式会社に名称を変更した。

## 猫カフェ運営
- 猫カフェ「MOCHA」（モカ）は、東京都内の10店舗をはじめ、国内外に合わせて31店舗を運営している。6月には、海外初出店となる韓国カンナム店をオープンした。[3]

- 猫カフェMOCHAは、「人も、猫も、その時にいちばん幸せなことができる場所」をめざし運営されている。来店客が使用できる猫じゃらしや猫用おやつがあり、ドリンクバーやマンガ、雑誌、作業のできるテーブルスペースや、Wi-Fi、電源もあり[4]。

- MOCHAでは1日2回のごはんタイムを設けており、猫の食事風景を見ることが出来る[5]。

- 利用者の男女比率は男性60%、女性40%。年代は、20～30代を中心に幅広い層が来店する[4]。

- スコティッシュフォールドやエキゾチックショートヘア、ペルシャ、サイベリアン、ミヌエット、マンチカンなど、多種多様な種類の猫が在籍する [6]。

### 沿革
- 2015年
  - MOCHA1号店となる、池袋西口店オープン
  - 渋谷センター街店オープン

- 2016年
  - 原宿店オープン
  - 池袋東口店オープン
  - 秋葉原店オープン
  - 関東以外での1号店となる、大阪心斎橋店オープン

- 2017年
  - 名古屋店オープン
  - 新宿店オープン
  - イオンモールレイクタウン店オープン

- 2018年
  - 京都河原町店オープン
  - 立川店オープン

- 2019年
  - 渋谷公園通り店オープン
  - アルシェ大宮店オープン
  - 町田ジョルナ店オープン
  - イオンモール神戸北店オープン
  - イオンモール大日店オープン

- 2020年
  - 宮崎橘通店オープン
  - イオンモール幕張店オープン

- 2021年
  - イオンモール筑紫野店オープン

- 2022年
  - イオンモール岡山店オープン

- 2023年
  - イオンモール東久留米店オープン
  - イオンモール水戸内原店オープン
  - イオンモール甲府昭和店オープン
  - イオンモール福津店オープン

- 2024年
  - 2月、イオンモール高崎店オープン
  - 3月、名古屋則武新町店オープン
  - 4月、イオンモール太田店オープン
  - 4月、天神大名店オープン
  - 6月、海外初の拠点となる、韓国カンナム店オープン
  - 7月、イオンモール徳島店オープン
  - 7月、イオンモール羽生店オープン

### 不祥事
2018年7月26日、立川市の店舗において、猫パルポウイルスに感染した猫が見つかり、8月1日までに5匹の猫が感染症によって死んだ。これにより運営会社は8月2日から関東地方の10店舗を休業し、安全確認ができた店舗から順次営業を再開。立川店が8月22日に営業を再開したことで全店舗が営業を再開した。

### 猫の健康管理体制
MOCHAでは、チェックシートによる健康管理や獣医師による巡回など、猫の健康管理体制を構築している
MOCHAが猫を迎えるにあたっては、待機施設にてワクチン接種や獣医師による定期検診などが行われる。
また、一定の年齢に達した猫はMOCHAを卒業し、里親に引き取られ飼い猫として新しい生活をスタートさせる。引き取り手となるのは、原則としてMOCHAのスタッフである。

## 撮影スタジオ運営
創業者が2004年より開催していた、モデルの撮影会が原点となっている。当初、公園などで開催していた撮影会を貸しスタジオで行うようになり、さらに開催が増えるにつれ自らスタジオを所有するようになった。
スタジオ運営のほか、コスプレによる地域活性化を図る自治体と連携してのイベントも企画。埼玉県の横瀬町ではコスプレイベントを主催。また「コスプレに優しい町」を標榜する千葉県の松戸市でも撮影イベントを主催している。

## 参考資料
1. 1 2  リポット株式会社 第19期決算公告
2. 1 2  “株式会社ケイアイコーポレーション 代表取締役 岩崎 康二”. 情熱社長. 2019年3月31日閲覧。
3. ↑  “CAT CAFE「MOCHA」”. 2024年6月28日閲覧。
4. 1 2  “猫カフェMOCHAの過ごし方”. 2024年7月16日閲覧。
5. ↑  “【2021年版】猫カフェモカ 大阪心斎橋店の体験レポート！猫カフェナビ”. 2021年2月14日閲覧。
6. ↑  “猫カフェMOCHA 新宿店”. 2024年7月16日閲覧。
7. ↑  “猫パルボウイルスが流行していた「猫カフェ MOCHA 立川店」が営業再開　25匹のうち7匹が死亡”. ねとらぼ (2018年8月22日). 2019年3月31日閲覧。
8. 1 2  “健康管理体制”. 2024年7月16日閲覧。
9. ↑  “CAT CAFE「MOCHA」猫の卒業について”. 2024年6月28日閲覧。
10. ↑  “動画：「コスプレ」で狙う地方活性化、300人が秩父に集結”. AFPBB News (2017年7月10日). 2019年3月31日閲覧。
11. ↑  “松戸駅周辺でコスプレイベント 自然や和風のロケーションで撮影楽しむ”. 松戸経済新聞 (2017年3月17日). 2019年3月31日閲覧。